# Carlos Otaviano Seara
Carlos Otaviano Seara (1900 – 1970) foi um agrimensor e político brasileiro.
Casou com Maurina Coutinho dos Reis Seara.
Foi responsável por demarcar terras catarinenses, inclusive as da localidade Nova Milano, pertencente ao Distrito de Itá, município de Concórdia, que em 15 de março de 1944 passou a ser denominado Distrito de Seara, em sua homenagem. O distrito foi emancipado de Concórdia em 3 de abril de 1954, passando a ser município de Seara.
Nas eleições de 1947 candidatou-se à vaga de deputado estadual da Assembleia Legislativa de Santa Catarina (ALESC), pelo Partido Social Democrático (PSD), recebendo 2.054 votos. Ficando como suplente, foi convocado para a 1ª Legislatura (1947-1951).